# 최준집
최준집(崔準集, 일본식 이름: 丸山隆準마루야마 류세쓰, 1893년 10월 25일 ~ 1970년 6월 4일)은 일제강점기의 강원도 지역 유지로 조선총독부 중추원 참의를 지냈다. 본적은 강원도 강릉군 강릉읍이다.

## 생애
본래 강릉 지역의 갑부였다가 강원도 도의원으로 지방 정계에도 입문했다. 1936년에 중추원 주임 참의에 임명되었고, 1941년 주임참의직에 연임되었다. 이때 직업은 강릉조선주조 조합장이었다. 1941년 윤치호가 중심이 되어 결성한 친일단체 흥아보국단의 강원도단장도 역임했다. 친일파 갑부로 일제강점기 시절 일본에 비행기를 사준 것은 유명한 일화이다.지금도 그렇지만 그 당시 일제 강점기때의 비행기란 어마어마한 가격이다.
1935년 총독부가 편찬한 《조선공로자명감》에 조선인 공로자 353명 중 한 명으로 수록되어 있다. 1937년 중일 전쟁 발발 직후 자신의 회갑연을 취소하고 국방헌금으로 1천원을 납부한 사실이 당시 《매일신보》에 보도 된 바 있고, 1940년 일본이 2600주년 기원절 행사에 초대한 조선인 약 300명 중의 한 명이었다는 기록이 남아 있다.
2002년 발표된 친일파 708인 명단에 중추원과 기타 두 분야에 선정되었고, 2008년 공개된 민족문제연구소의 친일인명사전 수록예정자 명단, 2009년 친일반민족행위진상규명위원회가 발표한 친일반민족행위 705인 명단에도 포함되어 있다. 대한민국의 국회의원을 지낸 정치인 최돈웅이 최준집의 아들이다.

## 같이 보기
- 조선총독부 중추원
- 흥아보국단

## 참고 자료
- 구본권 (2003년 8월 8일). “한 친일부역자 후손의 '오늘'”. 한겨레. 2005년 4월 27일에 원본 문서에서 보존된 문서. 2008년 2월 3일에 확인함.